# Банк Танзанії
Банк Танзанії — центральний банк Танзанії. Є банком-емітентом танзанійського шилінга.
Заснований Законом про Банк Танзанії від грудня 1965 року. Почав операції 14 червня 1966 року.
У 1995 році уряд країни, вирішив, що у центрального банку занадто багато обов'язків, і це може перешкоджати іншим цілям. Тоді ж уряд видав Закон про Банк Танзанії від 1995 року, що дав банку єдину і ключову мету — грошово-кредитна політика.
Банком керує Рада директорів, що складається з десяти осіб. Глава Центрального банку — Губернатор. Він має трьох заступників, які відповідно відають:
- Адміністративним Комітетом
- Комітетом Економічної та фінансової політики
- Комітетом Фінансової стабільності.

## Критика
У 2008 році Банк Танзанії був залучений до спамерської атаки, яка закінчилася аудиторською перевіркою Рахунку зовнішнього боргу (EPA). В результаті перевірки з'ясувалося, що близько 133 мільярдів були виведені і втрачені в 2005 році через сумнівні операції. В результаті 9 січня 2008 року президент Танзанії звільнив Губернатора Центрального банку Дауді Баллалі (Dr. Daudi T. S. Ballali) і на його місце в той самий день призначений Професор Бенно Ндуллу (Benno Ndullu).